# Радде-Фоміна Ольга Густавівна
Ольга Густавівна Радде-Фоміна (8 квітня 1876, Тифліс, Російська імперія — 11 вересня 1963, Фюссен, ФРН) — українська дослідниця ботаніки, наукова співробітниця Інституту ботаніки АН УРСР.

## Біографія
Ольга Радде народилася в Тифлісі в родині Густава Радде, мандрівника, натураліста та етнографа, організатора Музею в Тифлісі, членкореспондента Петербурзької АН, лауреата престижних вітчизняних та зарубіжних премій, автора численних праць, зокрема, ботанічних та етнографічних
по Криму: «Опыт характеристики растительности Крыма» (1854) та «Крымские татары» (1856, 1857). Мати Марія Федорівна була донькою палеозоолога та зоогеографа, академіка Петербурзької АН Федора Брандта (1802–1879), високоосвічена жінка, знала кілька іноземних мов, прекрасно малювала, допомагала майбутньому зятеві О.В. Фоміну малювати рослини для його ілюстрованої флори Кавказу.
Ольга Радде навчалася у гімназії Великої княгині Ольги Федорівни в Тифлісі, одночасно брала приватні уроки німецької й французької мов і музики. Успішно склавши випускні іспити, отримала диплом вчителя. Допомагала батькові перекладати на російську мову, а потім здійснювала коректуру матеріалів його понад 40-річного опрацювання результатів дослідження Кавказу. З 1903 року Ольга викладала німецьку мову у Тифліському відомстві Імператриці Марії Федорівни Інституту шляхетних дівчат. Після кількох років напруженої праці Ольга Радде змушена була виїхати разом із матір'ю на лікування до Європи. Мешкали в родичів у різних частинах Німеччини, відвідали Швейцарію, Італію, Францію. За кордоном познайомилася з Олександром Фоміним, з яким невдовзі одружилася.
Родина мешкала в Тифлісі, де Фомін займався розвитком ботанічного саду. Ольга допомагала йому як особиста секретарка, перекладачка, репетиторка з ботаніки для студенток Вищих жіночих курсів, де викладав чоловік. 1914 року вони переїхали до Києва через призначення Фоміна до Київського університету. Мешкали на території Ботанічного саду, в корпусі по вулиці Безаківській 2.

## Наукова діяльність
Наукові інтереси Ольги Радде-Фоміної охоплювали інтродукцію рослин, флористику, систематику, гербарну справу, історію науки. Виявлено 14 її публікацій.
Перші дослідження Радде присвячені вивченню нової каучуконосної рослини Asclepias syriaca. Пізніше вона вивчала ще одну перспективну технічну, лікарську та декоративну рослину – Bergenia crassifolia. Співпрацюючи у Комісії з озеленення міста, опублікувала оглядові статті про обсадження деревами шосейних і проїзних шляхів, вплив заводських відходів на деревну рослинність, хвороби дерев. Разом із Олександром Фоміним та студентами В. М. Хмаладзе й А. М. Окснером здійснювала виїзди на Полісся, а опрацювавши зібраний матеріал рослин і грибів, опублікувала статтю «Матеріали до флори Остерського повіту Чернігівщини», в якій зазначила нові для Чернігівщини види рослин.